# Тіур
Тіур (рум. Tiur) — село у повіті Алба в Румунії. Адміністративно підпорядковане місту Блаж.
Село розташоване на відстані 257 км на північний захід від Бухареста, 25 км на схід від Алба-Юлії, 72 км на південь від Клуж-Напоки, 144 км на північний захід від Брашова.

## Населення
За даними перепису населення 2002 року у селі проживали 1720 осіб.
Національний склад населення села:
| Національність | Кількість осіб | Відсоток |
| -------------- | -------------- | -------- |
| румуни         | 1315           | 76,5%    |
| угорці         | 404            | 23,5%    |

Рідною мовою назвали:
| Мова      | Кількість осіб | Відсоток |
| --------- | -------------- | -------- |
| румунська | 1345           | 78,2%    |
| угорська  | 375            | 21,8%    |